# Nathaniel Culverwell
Nathaniel Culverwell oder Culverwel (* 1619 in Middlesex; † 1651) war ein britischer Philosoph und Theologe. Er wird oft zu den Cambridger Platonikern gezählt, doch ist umstritten, ob er dieser Richtung tatsächlich angehörte, denn er teilte ihre Überzeugungen nur teilweise.

## Leben
Culverwell war der Sohn eines Pfarrers. Er studierte in Cambridge am Emmanuel College, wo er 1636 den Grad eines Bachelor of Arts erhielt. Das College war eine Hochburg calvinistischen (puritanischen) Denkens in Cambridge und wurde in den 1640er Jahren von den Republikanern, deren Truppen im Englischen Bürgerkrieg Cambridge eingenommen hatten, entsprechend gefördert. Gleichzeitig war es das Hauptzentrum der Cambridger Platoniker, die den puritanischen Lehren gegenüber kritisch eingestellt waren. Einige von ihnen – Benjamin Whichcote, Ralph Cudworth und John Smith – waren Kollegen von Culverwell am Emmanuel College. Es gibt aber keinen Hinweis, dass er direkter Schüler von Whichcote war. Culverwell wurde 1642 Fellow des Emmanuel College.

## Lehre
Culverwells Schrift An elegant and learned discourse of the light of nature wurde erst nach seinem Tod 1652 veröffentlicht. Er vertritt darin die Vereinbarkeit von Vernunft und Religion, eine Position, die in den damaligen heftigen religiösen Auseinandersetzungen zur Disposition stand. Er betont die Willensfreiheit und die Vernunft als Gabe Gottes, die es ermögliche, den von Gott in den Naturgesetzen formulierten göttlichen Willen zu verstehen. Sein Leitmotiv war Sprüche 20, 27: „The understanding of man is the candle of the Lord“ („Die Leuchte des Herrn ist des Menschen Geist“), worauf auch der Titel seines Buchs hinweist. Dabei geht es ihm in erster Linie um der Vernunft zugängliche unveränderliche moralische Prinzipien, was ihn zu einem frühen Vertreter des Naturrechts in England macht. Er ist von Thomas von Aquin, Francis Bacon, Hugo Grotius (De jure belli ac pacis), John Selden (De jure naturali) und Francisco Suárez (De legibus, ac Deo legislatore) beeinflusst. Sein Buch entstand aus Vorlesungen und Predigten am Emmanuel College 1645/46. Es wurde von William Dillingham herausgegeben, der es den Fellows des Emmanuel College und dem damaligen Master des College, Anthony Tuckney, widmete.

## Ausgabe
- Nathaniel Culverwell: An Elegant and Learned Discourse of the Light of Nature, hrsg. von Robert A. Greene, Hugh MacCallum, Liberty Fund, Indianapolis 2001 (online)